# アンネ・ホルト
アンネ・ホルト（Anne Holt、1958年11月16日 – ）は、ノルウェー人推理小説家、弁護士である。
1958年、ノルウェーヴェストフォル県ラルヴィク生まれ。
ベルゲン大学で法律を学んだ。法学部在学中の1984年から88年まで、ノルウェーの国営テレビ局に勤務。その後、２年間オスロ警察に検察官として勤務。1990年にテレビの仕事に戻り、1991年までニュース番組のキャスターを務めた。
その後弁護士の仕事をしていたが、1993年、ハンネ・ヴィルヘルムセン・シリーズの第一作『女神の沈黙』で作家デビューした。ハンネ・ヴィルヘルムセンは、オスロ市女性警警部で同性愛者。作家自身も同性愛者。1996年から97年、社会民主党のトルビョルン・ジャグランド首相の内閣で法務大臣の職にあった。

## 主な著書

### Hanne Wilhelmsen シリーズ
- 1993 Blind gudinne (Blind Goddess)（『女神の沈黙』集英社文庫、1997年）
- 1994 Salige er de som tørster (Blessed Are Those Who Thirst)（『土曜日の殺人者』集英社文庫、1997年）
- 1995 Demonens død (Death of the Demon)（『悪魔の死』集英社文庫、1999年）
- 1997 Løvens gap  (The Lion's Mouth)(ベリット・レイス・アンゼルセン(en:Berit Reiss-Andersen)との共著)　- ベリット・レイス・アンデルセンは、法務省の元国務長官
- 1999 Død joker (Dead Joker)
- 2000 Uten ekko(Without Echo) (Berit Reiss-Andersen共著)
- 2003 Sannheten bortenfor (The Truth Beyond) （『凍える街』創元推理文庫、2014年）
- 2007 1222 （『ホテル1222』創元推理文庫、2015年）

### その他の小説
- 1997 Mea culpa
- 1998 I hjertet av VM. En fotballreise (Erik Langbråten共著)
- 1999 Bernhard Pinkertons store oppdrag

### Vik/Stubø シリーズ
- 2001 Det som er mitt (What is Mine/Punishment)
- 2004 Det som aldri skjer (What never happens/The Final Murder)
- 2006 Presidentens valg (Madam President/Death in Oslo)
- 2009 Pengemannen (Moneyman)
- 2010 Flimmer (Even Holt共著)

## 日本語訳された作品
- 『女神の沈黙』（1997年7月 集英社文庫 柳沢由実子訳）
- 『土曜日の殺人者』（1997年11月 集英社文庫 柳沢由実子訳）
- 『悪魔の死』（1999年1月 集英社文庫 柳沢由実子訳）
- 『凍える街』（2014年12月 創元推理文庫 枇谷玲子訳）
- 『ホテル1222』（2015年9月 創元推理文庫 枇谷玲子訳）